# Jiří Klikorka
Prof. Ing. Dr. Jiří Klikorka, DrSc. (6. ledna 1922 – 7. prosince 2011) byl český anorganický chemik a vysokoškolský učitel. 
Vysokou školu chemicko-technologickou v Praze absolvoval roku 1948 (Ing.), doktorát (Dr.) obhájil roku 1951. Titul doktora chemických věd (DrSc.) získal na Karlově univerzitě v roce 1985.
Stál u zrodu Vysoké školy chemicko-technologické v Pardubicích. Po praxi ve Spolku pro hutní a chemickou výrobu v Rybitví přešel roku 1951 na tehdy čerstvě založenou Vysokou školu chemickou, kde byl téhož roku jmenován docentem, profesorem v roce 1959. Od roku 1951 byl i děkanem a po přeměně na samostatnou VŠChT v Pardubicích se stal i jejím prvním rektorem. V této funkci působil ve dvou obdobích, v letech 1953–1969 a 1980–1988.
Prof. Klikorka významně ovlivnil rozvoj vysoké školy (dnešní Univerzity Pardubice), vznik jejích odborných pracovišť, kateder a vědecko-výzkumných směrů. Byl autorem nebo spoluautorem řady odborných prací, stejně jako několika opakovaně vydávaných vysokoškolských příruček a učebnic. Nepřetržitě mezi léty 1951 a 1986 vedl katedru obecné a anorganické chemie. Od roku 1980 až do svého odchodu na penzi v roce 1990 zastával i funkci vedoucího Společné laboratoře chemie pevných látek VŠCHT a ČSAV.